# Роган, Маркус
Маркус Антониус Роган (нем. Markus Antonius Rogan; род. 4 мая 1982, Вена) — австрийский пловец, двукратный серебряный призёр летних Олимпийских игр 2004 года, многократный призёр чемпионатов мира и Европы. Экс-рекордсмен мира в плавании на 200 метров на спине в 25-метровом бассейне.

## Спортивная биография
В подростковом возрасте Маркус выступал за команду старшей школы «Маунт Вернон» в Виргинии. Позже перешёл в команду Стэнфордского университета «Стэнфорд Кардинал».
В 2000 году дебютировал на летних Олимпийских играх. Австриец не смог показать высокие результаты: ни на одной из дистанций он не попал даже в число 20 лучших.
Летние Олимпийские игры 2004 года стали самыми успешными в карьере Маркуса Рогана. И на дистанции 100 метров на спине, и на 200-метровке он выиграл серебряные медали, уступив оба раза лишь американцу Аарону Пирсолу. Причём на 200-метровке Роган первоначально был объявлен чемпионом, поскольку приплывший к финишу первым Пирсол нарушил правило поворота и был дисквалифицирован. Однако американская сторона сразу же подала протест на решение судей, который был удовлетворён и Пирсолу вернули первое место. В том же году Роган был назван спортсменом года в Австрии.
На летних Олимпийских играх 2008 года Маркус вновь был близок к завоеванию медалей. На 200-метровке на спине австриец пробился в финал, но там занял только 4-е место, уступив всего 0,56 секунды бронзовому призёру — россиянину Аркадию Вятчанину.
В 2012 году Роган вновь принял участие в летних Олимпийских играх. На церемонии открытия ему было доверено нести флаг Австрии. На дистанции 200 метров комплексным плаванием австриец показал 9-й результат и не прошёл в финал соревнований. В эстафете 4×200 метров вольным стилем сборная Австрии с Маркусом в составе стала лишь 16-й.
После Олимпиады Роган принял решение завершить спортивную карьеру. Сейчас он учится на психолога.
Спортсмен женат. Его супруга Лианна Кобб — исполнительный директор, по национальности — южноафриканка. Пара живёт в Лос-Анджелесе.

## Личная жизнь
- Родители Маркуса — Михаэль и Марго.
- Окончил Стэнфордский университет по специальности «экономика и мировые отношения».
- В 2009 году Маркус Роган был госпитализирован в больницу Рима, после того, как его избили в одном из ночных клубов итальянской столицы[4].